# Đại học Aarhus

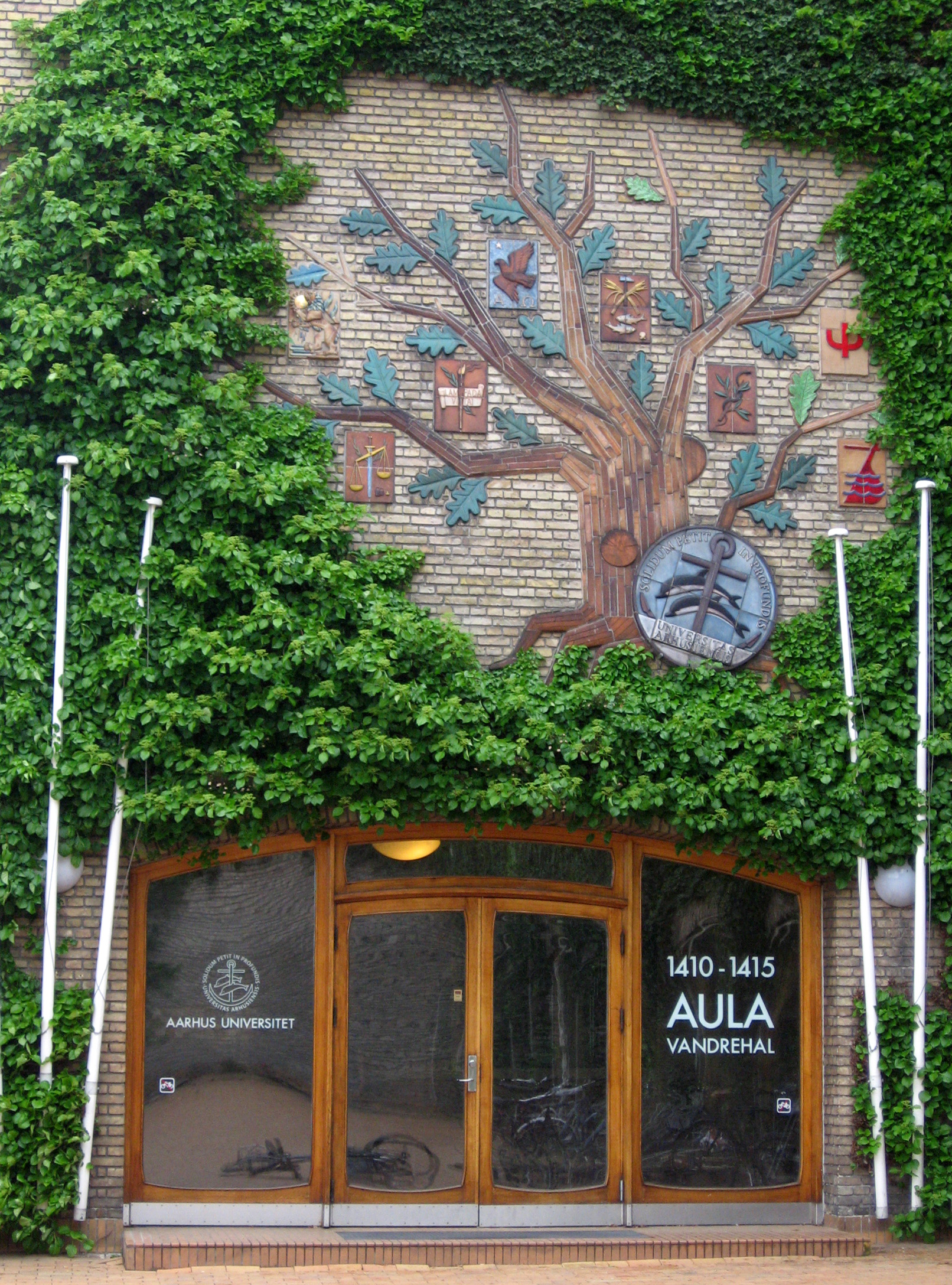
Lối vào chính với cây tượng trưng 5 phân khoa

Đại học Aarhus được thành lập năm 1928 tại thành phố Aarhus. Hiện nay với số sinh viên 41.000 (năm 2012), Đại học Aarhus là đại học lớn nhất Đan Mạch. Cùng với Đại học Copenhagen Đại học Aarhus là trường học nổi tiếng nhất Đan Mạch. Mỗi năm có khoảng 900 sinh viên nước ngoài đến trao đổi học tập trong 1 hoặc 2 học kỳ.

## Lịch sử

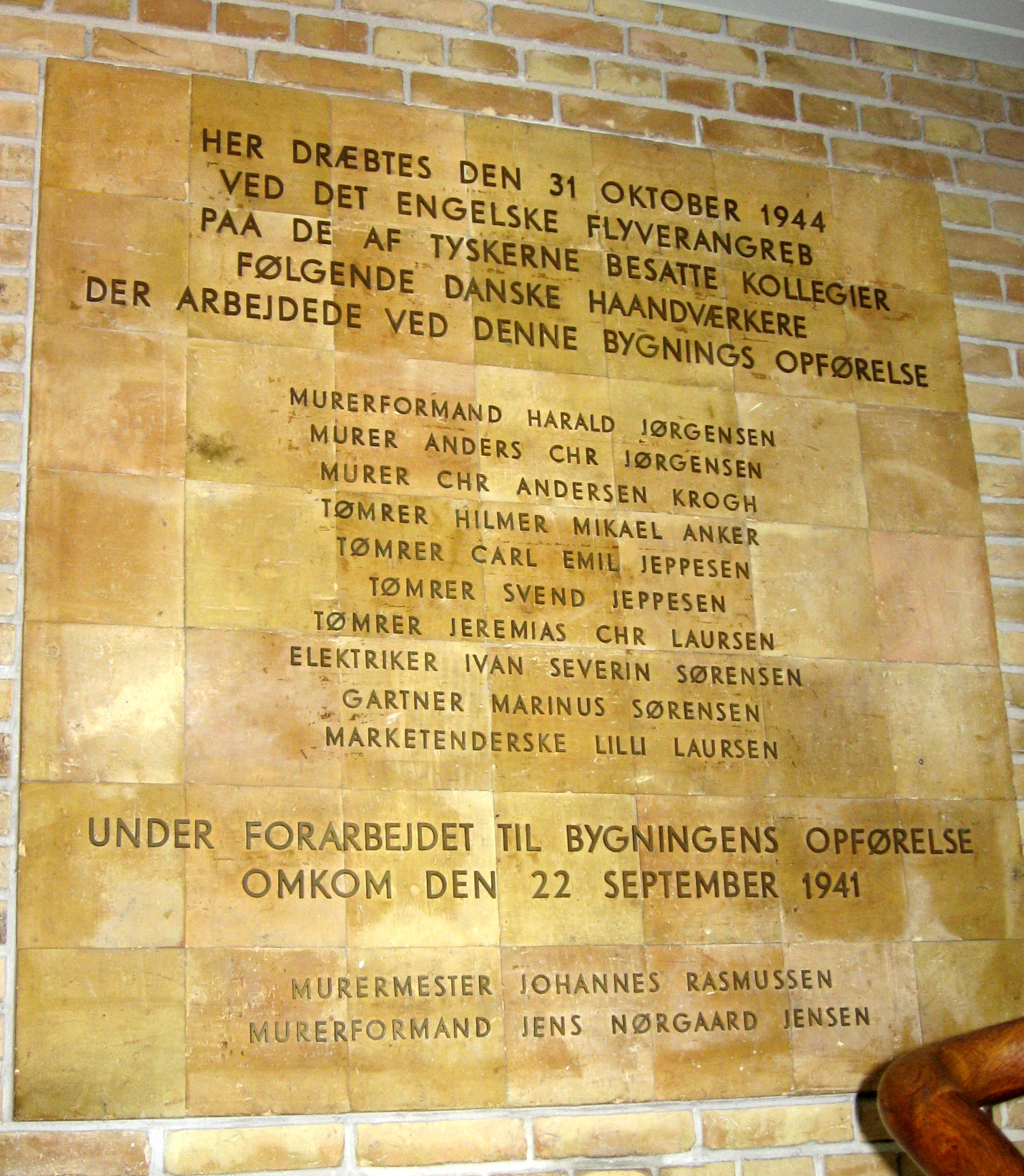
Bảng tưởng niệm các công nhân thiệt mạng trong trận không kích năm 1944

Đại học Aarhus được thành lập bởi Quyết định của một ủy ban nghiên cứu do bộ trưởng Bộ Giáo dục Đan Mạch thời đó lập năm 1919. Sau 6 năm, ủy ban này mới đưa ra quyết định chọn thành phố Aarhus để lập trường đại học thứ hai, vì Aarhus có nhiều điều kiện thuận lợi hơn các thành phố khác. Trường được thành lập do sáng kiến của tư nhân, với tên Universitetsundervisningen i Jylland (Giáo dục đại học ở Jutland). Trường được khai giảng ngày 11 tháng 9 năm 1928 với 64 sinh viên, 14 sinh viên khác ghi danh tiếp theo trong học kỳ 3 tháng thứ nhất. Lúc khai giảng, trường phải mượn các phòng học của Trường Kỹ thuật Aarhus. Vấn đề tài chính dựa vào ngân khoản 33.000 DKK (thời đó) do thị xã Aarhus tài trợ. Các giáo trình đầu tiên là văn học và ngôn ngữ. Ban giảng huấn ban đầu chỉ có 1 giáo sư và 4 giảng viên dạy tiếng Đan Mạch, tiếng Anh, tiếng Đức và tiếng Pháp. Năm 1934 phân khoa Nhân văn được Nhà nước công nhận và trợ cấp. Năm 1936 thành lập phân khoa Luật học và Kinh tế, năm 1942 lập phân khoa Thần học, năm 1954 lập phân khoa Khoa học tự nhiên. Đại học Aarhus là đại học tư thục, tự quản, tới năm 1970 mới trở thành đại học công lập. Năm 2003, trường lại có qui chế tự trị.
Trong Chiến tranh thế giới thứ hai, cơ quan Gestapo của Đức quốc xã đặt tổng hành dinh của vùng Jutland tại trường. Theo yêu cầu của Phong trào Kháng chiến, Không lực Hoàng gia Anh đã ném bom tổng hành dinh này ngày 31 tháng 10 năm 1944, gây thiệt hại lớn cho tòa nhà chính và 2 nhà cư xá sinh viên bị hoàn toàn phá sập. Ngày nay còn bảng tưởng niệm 10 công nhân thiệt mạng trong trận ném bom này cùng 2 công nhân khác thiệt mạng khi xây dựng tòa nhà chính, ngày 22 tháng 9 năm 1941.

## Xây dựng và kiến trúc
Việc xây dựng lúc đầu gặp rất nhiều khó khăn về tài chính. Các người ủng hộ việc lập trường này tập hợp lại trong một hội gọi là "Hội hợp tác đại học" (UniversitetSamvirket) và đảm nhiệm việc điều hành. Họ phải tìm kiếm nguồn tài chính tư nhân để xây dựng các tòa nhà tương lai trên khu đất do thị xã Aarhus cung cấp, vì chính phủ đã thông báo bằng một nghị định là sẽ không tài trợ. Trước nỗ lực của hội hợp tác đại học nói trên, năm 1931 chính phủ đưa ra luật trường đại học quy định rằng nhà nước sẽ tài trợ các chi phí điều hành, nếu hội này tài trợ việc xây dựng. Hội liền tổ chức một cuộc thi thiết kế đề án kiến trúc năm 1931 và đề án của kiến trúc sư C.F. Møller được chọn. Việc xây dựng được bắt đầu dưới sự trông nom của các kiến trúc sư C.F. Møller, Kay Fisker, Povl Stegman cùng với kiến trúc sư vườn hoa và công viên C.Th. Sørensen. Mọi việc tiến nhanh và 5 năm sau ngày khai giảng thì vua Christian X của Đan Mạch đã khánh thành tòa nhà đầu tiên ngày 11 tháng 9 năm 1933.
Các tòa nhà chính tập trung chung quanh Công viên đại học (rộng khoảng 15 ha với 2 hồ nước nhân tạo) tạo ra một cảnh quan rất đẹp khiến cho khu trường sở (campus) này nổi tiếng thế giới. Các tòa nhà bằng gạch màu vàng đặc trưng ở quanh Công viên đại học này có tổng diện tích các tầng là 246.000 m². Ngoài ra còn một loạt nhà bên ngoài khu công viên với tổng diện tích 59.000 m². Ở khu công viên còn có các nhà bảo tàng lịch sử thiên nhiên, bảo tàng nghệ thuật cổ đại (Hy Lạp, La Mã), bảo tàng Niels Stensen và các cư xá sinh viên.
Các tòa nhà của Đại học Aarhus được đưa vào Danh sách 108 di sản văn hóa quốc gia của Bộ Văn hóa Đan Mạch năm 2006 và là một trong 12 công trình kiến trúc giá trị nhất Đan Mạch.

## Các phân khoa

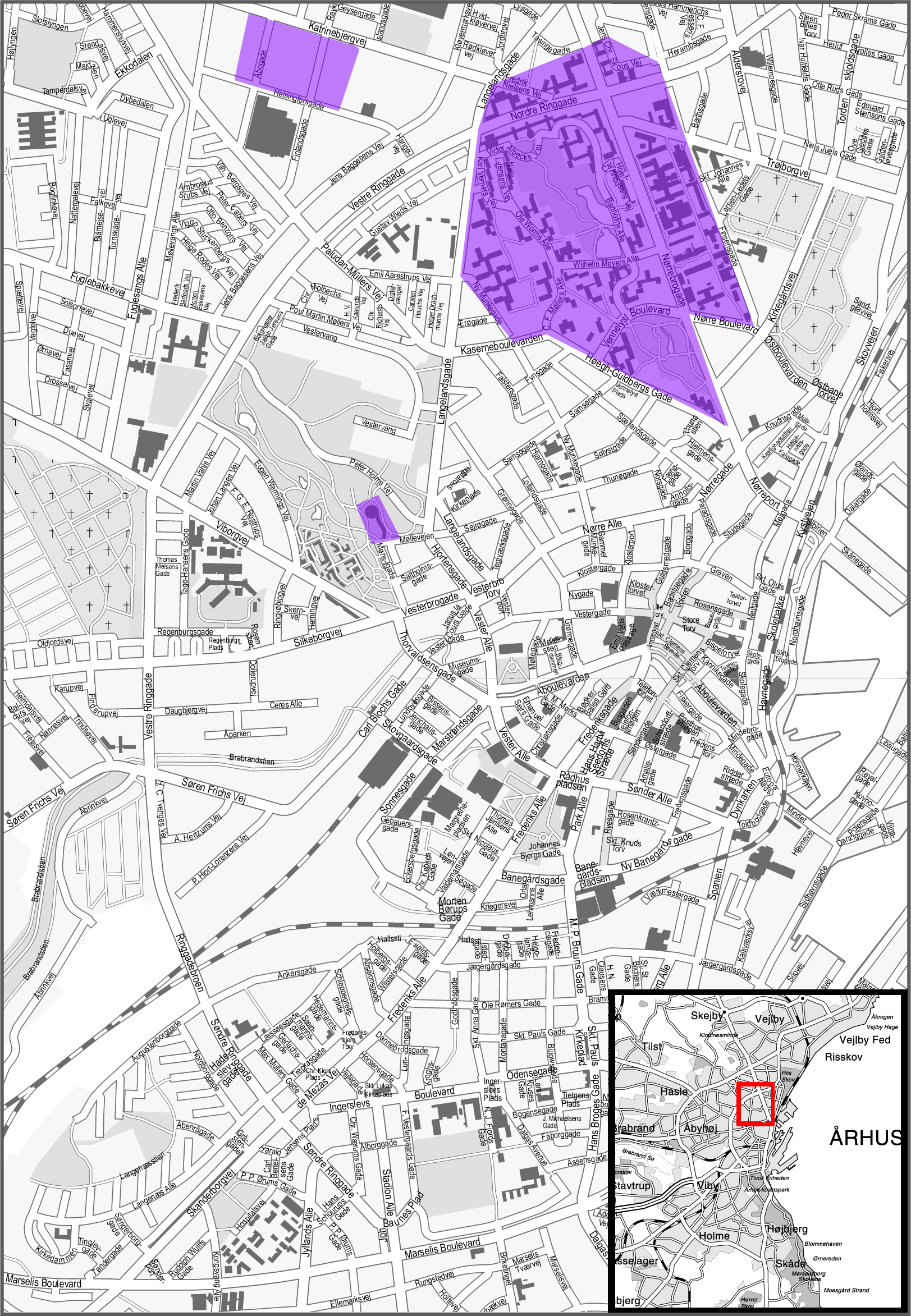
Địa điểm Đại học Aarhus gần trung tâm thành phố

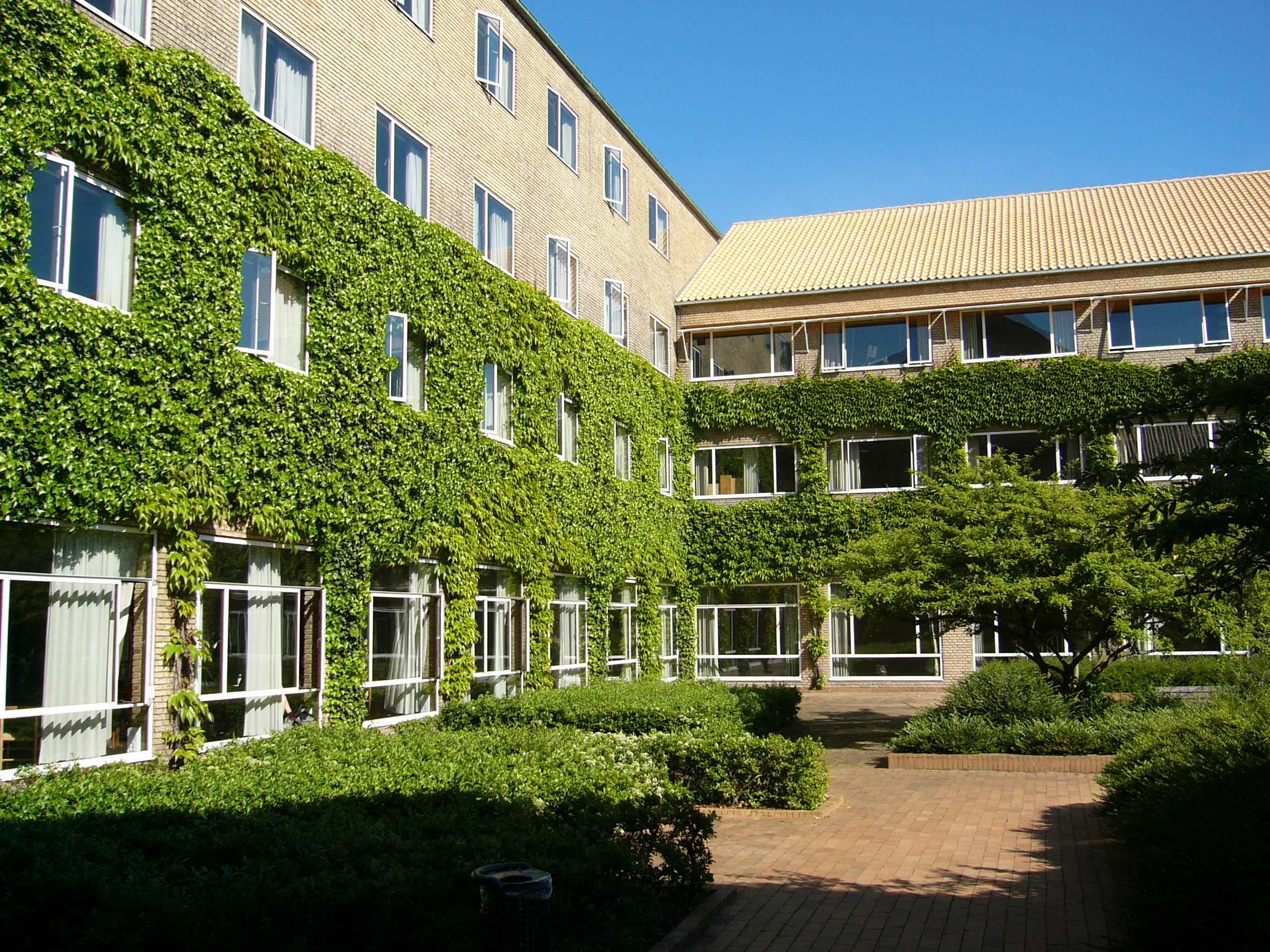
Dáng đặc trưng của các tòa nhà

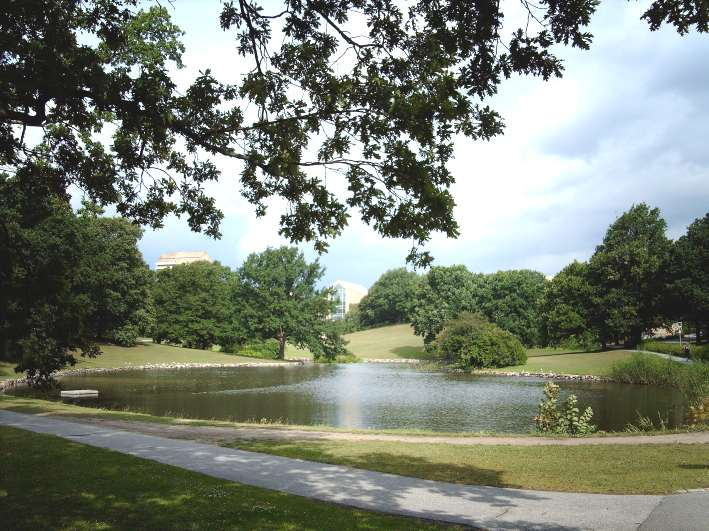
Cảnh Công viên Đại học và một trong 2 hồ

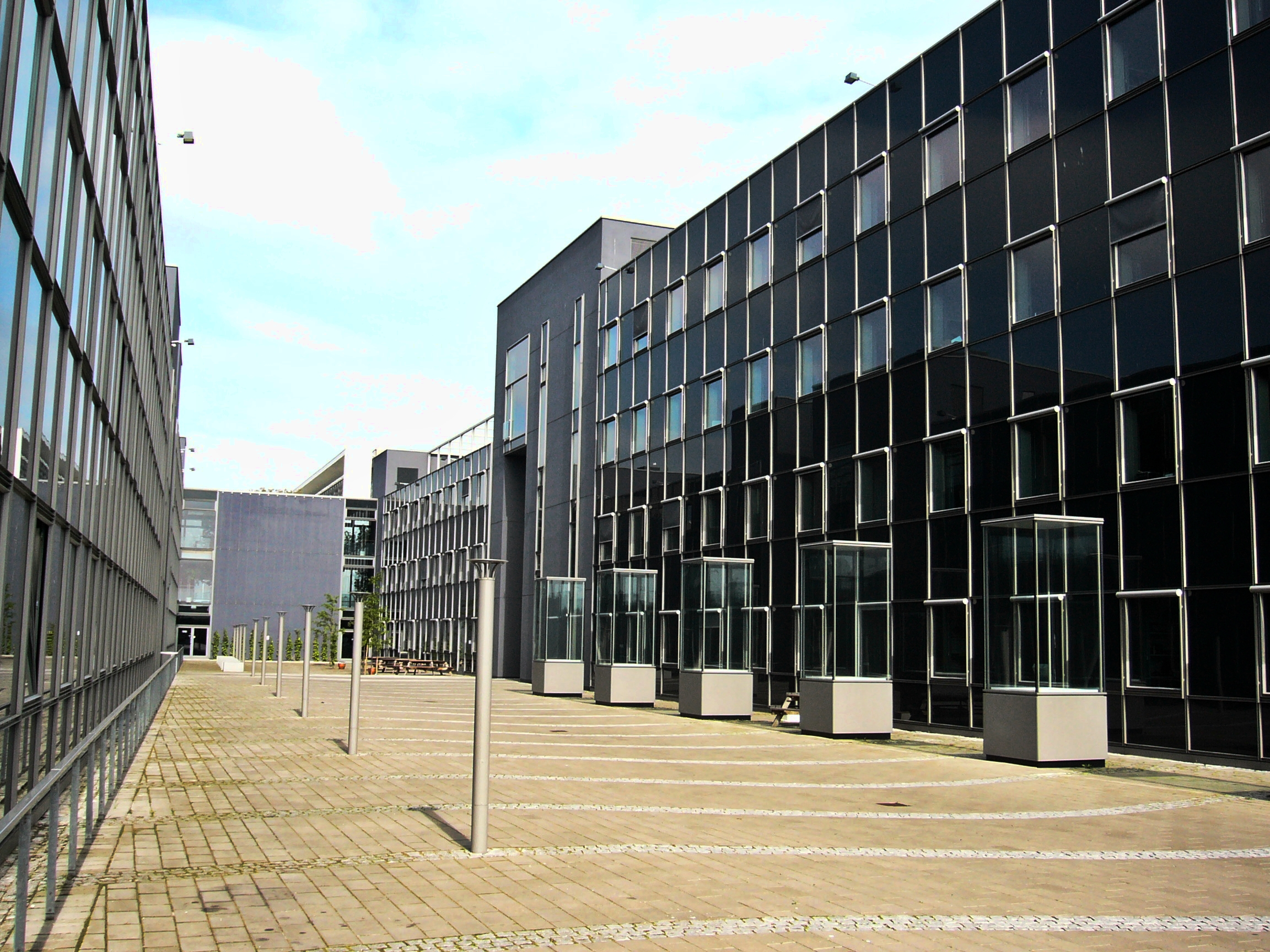
Phân khoa Khoa học máy tính

Hiện nay Trường có 5 phân khoa đại học:
- Phân khoa Nhân văn
Lúc đầu chỉ có các môn triết học và ngôn ngữ. Sau đó thêm các môn phương ngữ, lịch sử, ngữ văn, ngôn ngữ học và văn hóa Jutland. Năm 2005 phân khoa này có 6.877 sinh viên (trong đó 1.242 sinh viên mới) với 209 giáo sư, phó giáo sư, giảng viên cùng 330 nhân viên phụ tá các loại. Hiện phân khoa này có 7 ban:
  - Mỹ học
  - Nhân loại học, Khảo cổ, Ngữ học
  - Lịch sử
  - Thông tin và Thông tin đại chúng
  - Ngôn ngữ, Văn hóa, Văn học
  - Triết học, Lịch sử tư tưởng
  - Scandinavia học
- Phân khoa Y học
Các giáo trình Y học bắt đầu từ năm 1933. Năm 1953 trường cấp bằng tiến sĩ đầu tiên. Năm 1992 trường Nha khoa Aarhus sáp nhập vào phân khoa này. Năm 1997 giáo sư Jens Christian Skou được giải Nobel dành cho Sinh lý và Y học về công trình phát hiện bơm natri-kali. Năm 2005 phân khoa này có 3.025 sinh viên (trong đó 505 sinh viên mới) với 211 giáo sư, phó giáo sư, giảng viên cùng 823 nhân viên phụ tá các loại. Hiện phân khoa này có 10 ban:
  - Giải phẫu học
  - Lâm sàng
  - Pháp y
  - Di truyền học
  - Hóa sinh
  - Vi sinh vật và Miễn dịch học
  - Dược học
  - Sinh lý học và Lý sinh học (Biophysics)
  - Y tế cộng đồng
  - Nha khoa
- Phân khoa Khoa học xã hội
Thành lập năm 1936 dưới tên Phân khoa Kinh tế và Luật học. Năm 1958 có giáo trình khoa học chính trị (đầu tiên của Đan Mach). Năm 1968 - sau khi thêm môn tâm lý học - phân khoa này đổi tên thành Phân khoa Khoa học xã hội. Năm 2005, có 5.577 sinh viên (trong đó 1.030 sinh viên mới) với 140 giáo sư, phó giáo sư, giảng viên cùng 293 nhân viên phụ tá. Hiện phân khoa này có 4 ban:
  - Khoa học chính trị
  - Tâm lý học
  - Kinh tế và Quản trị
  - Luật học
- Phân khoa Thần học
Phân khoa này có rất sớm. Lúc đầu phân khoa chưa được phép tổ chức thi. Các thí sinh phải sang thi ở Đại học Copenhagen. Năm 1938 phân khoa mới đủ khả năng tổ chức các kỳ thi. Năm 1947 phân khoa này cấp bằng tiến sĩ đầu tiên. Năm 2005 phân khoa có 989 sinh viên (trong đó 132 sinh viên mới) với 37 giáo sư, phó giáo sư, giảng viên cùng 43 nhân viên phụ tá. Hiện Phân khoa này có 4 ban:
  - Kinh Thánh
  - Lịch sử Giáo hội
  - Thần học hệ thống + Thần học thực hành
  - Tôn giáo
- Phân khoa Khoa học tự nhiên
Phân khoa này là phân khoa mới nhất, được hình thành năm 1954 với các môn vật lý, hóa học và toán học. Năm 2005 phân khoa có 3.509 sinh viên (trong đó 678 sinh viên mới) với 284 giáo sư, phó giáo sư, giảng viên cùng 758 nhân viên phụ tá. Hiện Phân khoa có 7 ban và 1 viện:
  - Sinh học
  - Hóa học
  - Khoa học máy tính
  - Khoa học trái đất
  - Toán học
  - Sinh học phân tử
  - Vật lý + Thiên văn học
  - Viện Niels Stensen

Số các môn học của từng phân khoa được in trong tập sách mỏng The University of Aarhus, Denmark (2006).
Ngoài ra, từ năm 2007 trường đã hợp nhất với:
- Trường Cao đẳng thương mại Aarhus (lập năm 1939)
- Viện Quốc gia nghiên cứu môi trường
- Viện nghiên cứu nông nghiệp (trở thành Phân khoa Khoa học nông nghiệp)

## Thư viện

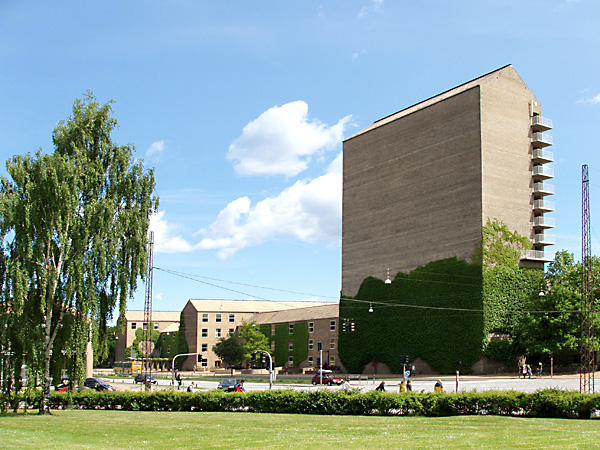
Thư viện quốc gia với lối vào chính, từ Đại học Aarhus

Thư viện của Đại học Aarhus có 18 tầng lầu, là một trong các tòa nhà lớn nhất thành phố. Trong 18 tầng này, chỉ có 3 tầng dành cho công chúng, các tầng khác dùng chứa các sách vở, tài liệu. Phòng đọc sách có các báo phát hành trên khắp thê giới, các máy tính cho người đọc sử dụng, nhiều phòng học, nghiên cứu và một phòng chứa các phương tiện thông tin đại chúng như phim, vi phim, các băng đĩa, v.v. Thư viện này là một trong 2 thư viện lưu trữ bản sao mọi tài liệu ấn hành trong nước (thư viện kia ở Copenhagen), do đó mang tên Thư viện Quốc gia. Thư viện cũng có nhiều sách và tạp chí nước ngoài (chủ yếu tiếng Anh). Thư viện có khoảng 3,5 triệu đầu sách và tạp chí cùng 1,3 triệu tài liệu khác dành cho người đọc tại chỗ hoặc mượn về nhà.

## Các nhà kính
Các nhà kính của trường được gom lại trong một tòa nhà lớn, dáng hiện đại. Nhà này nằm ngoài khu trường sở (phần phía nam bản đồ) gần Vườn bách thảo Aarhus, do Khoa Sinh học sử dụng để thí nghiệm các nghiên cứu thực vật.

## Quản trị
Trường được điều hành bởí Hội đồng quản trị gồm 11 người (6 người từ bên ngoài, 2 do các giáo chức bầu, 2 do sinh viên bầu và 1 từ nhân viên hành chính. Chủ tịch hội đồng buộc phải là người từ bên ngoài. Hội đồng này bổ nhiệm hiệu trưởng, có hiệu phó phụ tá và 5 khoa trưởng các phân khoa.

## Danh tiếng

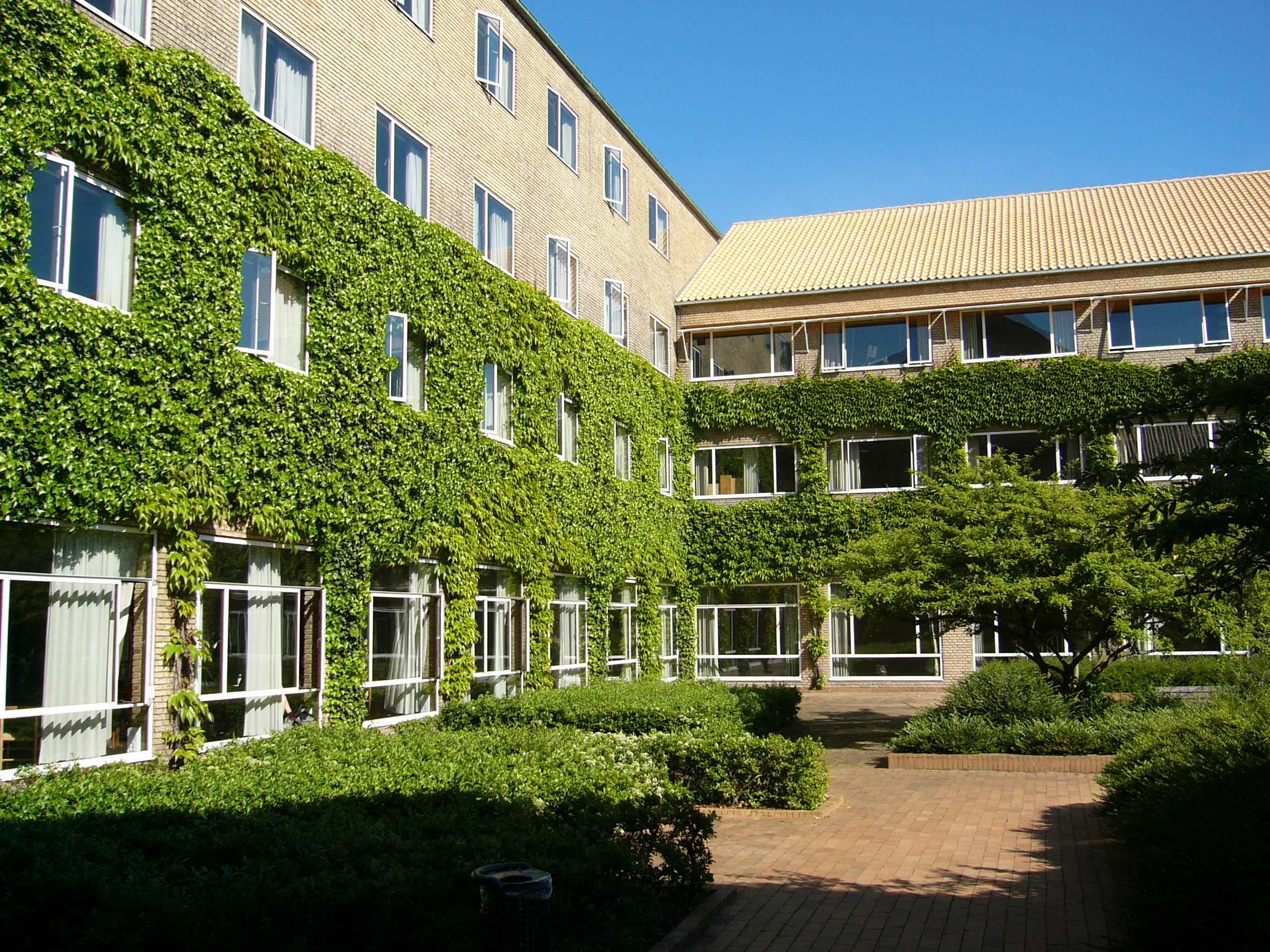
Phân khoa Toán học

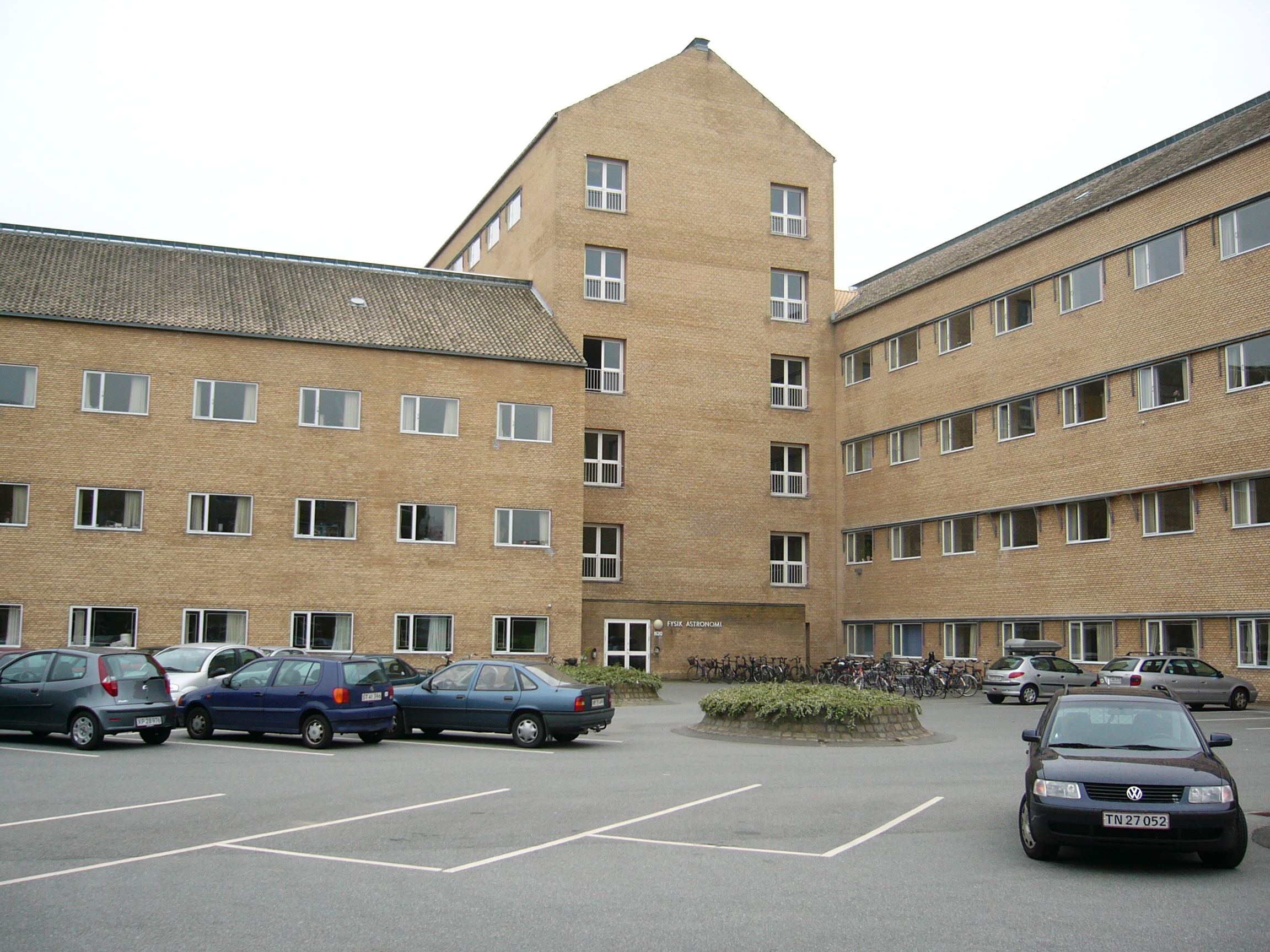
Phân khoa Vật lý và Thiên văn

Năm 2012 Tổ chức "Academic Ranking of World Universities" xếp hạng Đại học Aarhus số 86. Phân khoa Khoa học chính trị được xếp thứ 5 châu Âu và thứ 40 trên thế giới trong số các phân khoa khoa học chính trị tốt nhất. Khoa Kinh tế được xếp thứ 50 châu Âu và thứ 136 thế giới. Khoa Tin học có những người nổi tiếng như Bjarne Stroustrup, tạo ra ngôn ngữ lập trình C++, giáo sư Olivier Danvy (người Pháp) và Lars Knudsen người nghiên cứu cách viết mật mã.

## Một số cựu sinh viên nổi tiếng
- Svend Auken, (thạc sĩ khoa học chính trị 1969), chủ tịch Đảng Dân chủ Xã hội Đan Mach 1987-1992.
- Jens-Peter Bonde, nghị sĩ Nghị viên châu Âu 1979-2008.
- John Frandsen, (thạc sĩ âm nhạc) nhạc sĩ sáng tác
- Frederik X của Đan Mạch, (thạc sĩ khoa học chính trị 1995) thái tử Đan Mạch
- Søren Gade, (thạc sĩ Kinh tế học 1990) cựu bộ trưởng Bô Quốc phòng Đan Mạch
- Lene Hau, (tiến sĩ Vật lý 1991)
- Dan Jørgensen, (thạc sĩ khoa học chính trị) nghị sĩ Nghị viện châu Âu
- Anders Fogh Rasmussen, (thạc sĩ kinh tế 1978) thủ tướng Đan Mạch từ 2001 tới 2009. Tổng thư ký NATO từ tháng 8 năm 2009.
- Bjarne Stroustrup, (thạc sĩ Khoa học máy tính và Toán học 1975) nhà thiết kế ngôn ngữ lập trình C++
- Lars Eilstrup Rasmussen, (thạc sĩ Khoa học máy tính và Toán học 1990) nhà khoa học máy tính, người đồng sáng lập Google Maps.